# Gillian Jacobs
Pour les articles homonymes, voir Jacobs.
Gillian Jacobs est une actrice américaine née le 19 octobre 1982 à Pittsburgh, en Pennsylvanie (États-Unis).

## Biographie
Gillian Jacobs est née le 19 octobre 1982 à Pittsburgh, en Pennsylvanie (États-Unis).
Elle est diplômée de la Juilliard School en 2004.

## Carrière
Elle décroche en 2009 l'un des rôles principaux de la sitcom Community. La même année, elle apparaît dans le pilote de la série judiciaire The Good Wife. Si cette dernière s'avère être un succès d'audiences, Community attire une audience confidentielle, qu'elle compense en étant saluée par la critique internationale.
Lorsqu'en 2012, le calendrier de production de la série s'allège, elle participe à quelques films : elle tient un second rôle dans la comédie dramatique Jusqu'à ce que la fin du monde nous sépare, portée par Keira Knightley et Steve Carell, puis en 2014 elle joue une amie proche de l'héroine de Blackout total, interprétée par Elizabeth Banks. Mais elle partage surtout l'affiche de la comédie dramatique indépendante Amies malgré lui, avec Leighton Meester.
En 2015, peu de temps après la fin de Community, elle tient un rôle récurrent dans la quatrième saison de l'acclamée série Girls. Le producteur Judd Apatow travaille alors déjà avec elle sur un nouveau projet : en 2016, elle est ainsi l'héroïne de sa nouvelle série pour la plateforme Netflix, la comédie Love pendant trois saisons.

## Filmographie

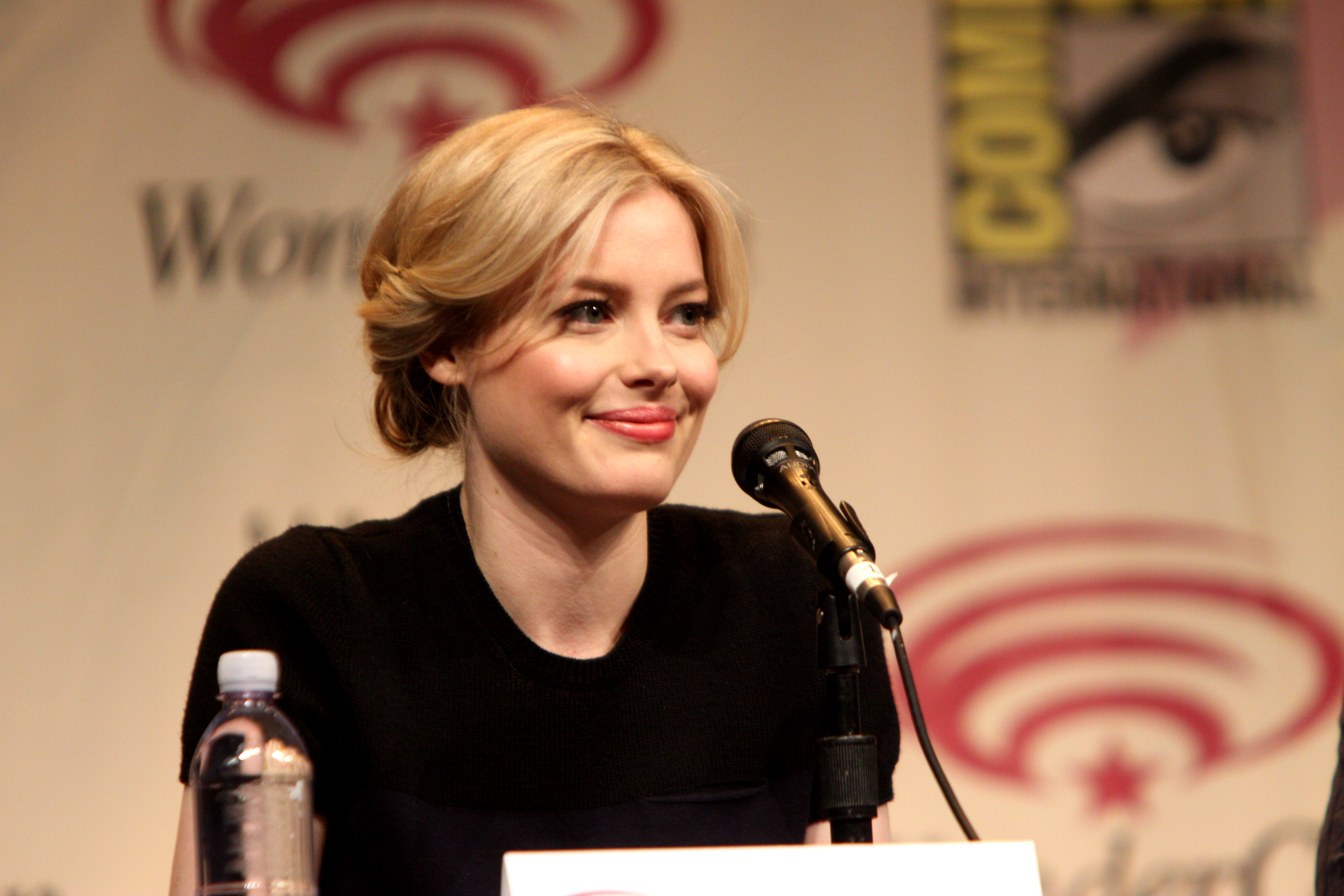
Au WonderCon 2012.

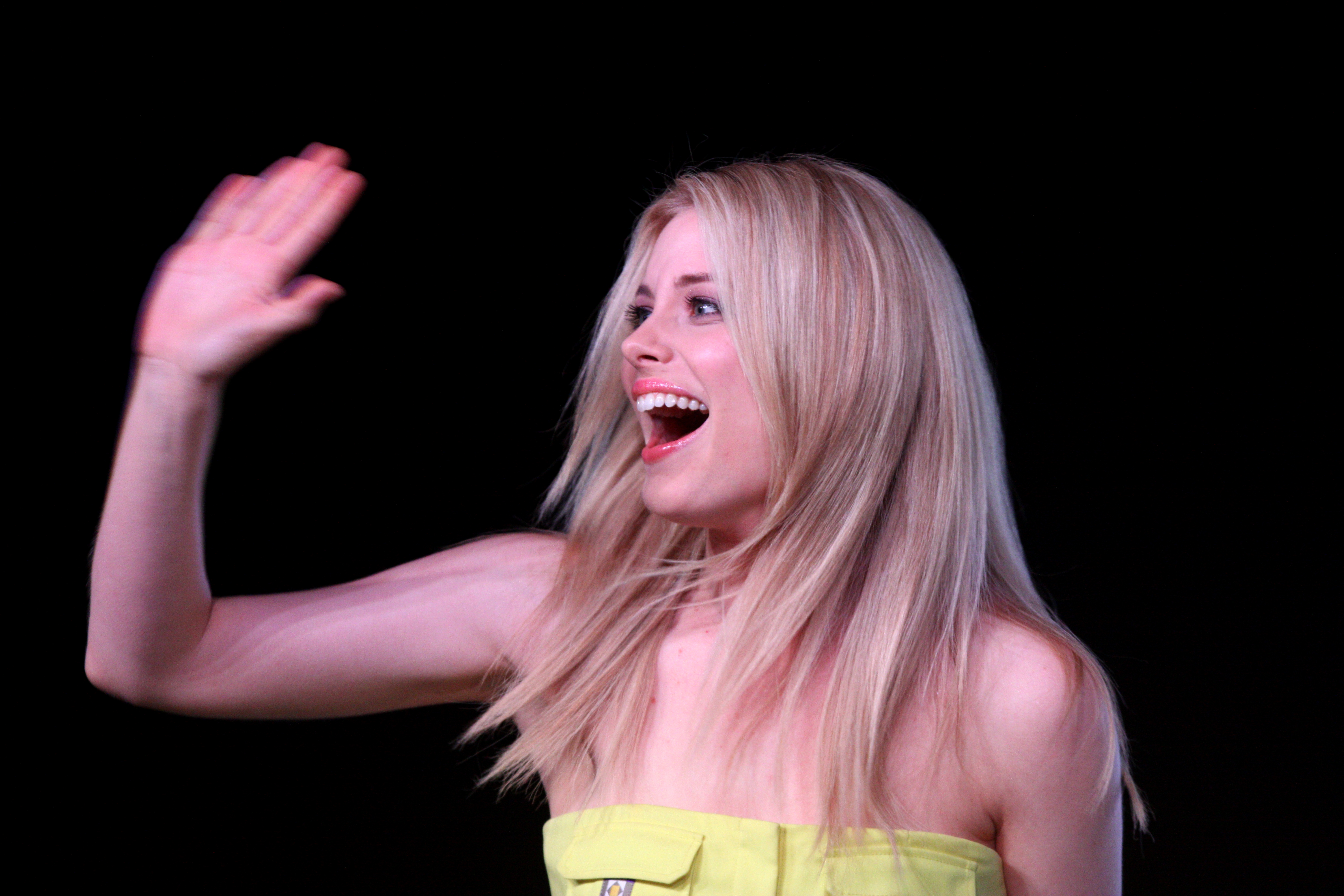
Au Comic-Con de San Diego 2012.

### Cinéma

#### Longs métrages
- 2007 : Blackbird (en) d'Adam Rapp : Froggy
- 2008 : Choke de Clark Gregg : Cherry Daiquiri / Beth
- 2008 : Gardens of the Night de Damian Harris : Leslie
- 2009 : The Box de Richard Kelly : Dana
- 2009 : Solitary Man de David Levien et Brian Koppelman : Une femme
- 2010 : Helena from the Wedding de Joseph Infantolino : Helena
- 2010 : Coach de Will Frears : Zoe
- 2010 : Nonames de Kathy Lindboe : CJ
- 2011 : Let Go de Brian Jett : Darla
- 2012 : Jusqu'à ce que la fin du monde nous sépare (Seeking a Friend for the End of the World) de Lorene Scafaria : Katie
- 2012 : Revenge for Jolly! de Chadd Harbold : Tina
- 2012 : Watching TV with the Red Chinese de Shimon Dotan : Suzanne
- 2012 : Adventures in the Sin Bin de Billy Federighi : Lauren
- 2013 : L'incroyable Burt Wonderstone (The Incredible Burt Wonderstone) de Don Scardino : Miranda
- 2013 : Bad Milo! de Jacob Vaughan : Sarah
- 2013 : Teddy Bears de Thomas Beatty et Rebecca Fishman : Emily
- 2014 : Blackout total (Walk of Shame) de Steven Brill : Rose
- 2014 : Amies malgré lui (Life Partners) Susanna Fogel : Paige
- 2014 : Black or White de Mike Binder: Fay
- 2014 : The Lookalike de Richard Gray : Lacey / Sadie
- 2015 : Visions de Kevin Greutert : Sadie
- 2015 : Le machine à démonter le temps 2 (Hot Tub Time Machine 2) de Steve Pink : Jill
- 2015 : No Way Jose d'Adam Goldberg : Penny
- 2016 : Place à l'impro (Don't Think Twice) de Mike Birbiglia : Samantha
- 2016 : Les tribulations de Dean (Dean) de Demetri Martin : Nicky
- 2016 : Brother Nature d'Oz Rodriguez et Matt Villines : Gwen Turley
- 2017 : Lemon de Janicza Bravo : Tracy
- 2018 : Mère incontrôlable à la fac (Life of the Party) de Ben Falcone : Helen
- 2018 : Ibiza d'Alex Richanbach : Harper
- 2020 : Come Play de Jacob Chase : Sarah
- 2020 : I Used to Go Here de Kris Rey : Kate Conklin
- 2020 : Magic Camp de Mark Waters : Darkwood
- 2021 : Fear Street, partie 1 : 1994 (Fear Street Part 1: 1994) de Leigh Janiak : C. Berman
- 2021 : Fear Street, partie 2 : 1978 (Fear Street Part 2: 1978) de Leigh Janiak : C. Berman / Ziggy adulte
- 2021 : Fear Street, partie 3 : 1666 (Fear Street Part 3: 1666) de Leigh Janiak : C. Berman / Ziggy adulte
- 2021 : Injustice de Matt Peters : Harley Quinn (voix)
- 2021 : North Hollywood de Mikey Alfred : Abigaile
- 2021 : Mark, Mary & Some Other People d'Hannah Marks : Dr Jacobs
- 2022 : The Contractor de Tarik Saleh : Brianne
- 2022 : La Nuit au musée : Le Retour de Kahmunrah (Night at the Museum: Kahmunrah Rises Again) de Matt Danner et Justin Lovell : Erica (voix)
- 2022 : The Seven Faces of Jane : Jane

#### Courts métrages
- 2011 : Don Cheadle Is Captain Planet de Nick Corirossi et Charles Ingram : Linka
- 2013 : It's Not You It's Me de Matt Spicer : Babe
- 2013 : Crush de Rachel Antonoff et Bianca Giaever : Shira
- 2014 : Real Estate Headshot Photographers de Christopher Storer : Carol

### Télévision

#### Séries télévisées
- 2006 : The Book of Daniel : Adele Congreve
- 2007 : Traveler : Ennemis d'État (Traveler) : Kimberly
- 2008 : Fringe : Joanne Ostler
- 2009 : New York, section criminelle (Law & Order: Criminal Intent) : Sue Smith
- 2009 : Royal Pains : Tess Frimoli
- 2009 : The Good Wife : Sonia
- 2009 - 2015 : Community : Britta Perry
- 2010 : Aqua Teen Hunger Force : La femme de Carl (voix)
- 2012 : Robot Chicken : Lisbeth Salander / Blanche-Neige / La psychologue (voix)
- 2012 : The Book Club : Penelope / Cobra Chai
- 2013 : The Venture Bros. : Marsha Backwood (voix)
- 2013 - 2014 : Monsters vs. Aliens : Sta'abi (voix)
- 2014 : American Dad! : Christie (voix)
- 2014 : The Greatest Event in Television History : Sonny
- 2014 : Tim and Eric's Bedtime Stories : Une patiente
- 2015 : Girls : Mimi-Rose Howard
- 2015 : Adventure Time : Margles (voix)
- 2015 : Long Live the Royals : Katherine / Rosalind (voix)
- 2016 : Great Minds with Dan Harmon : Ada Lovelace
- 2016 - 2018 : Love : Mickey Dobbs
- 2017 : Justice League Action : Roxy Rocket (voix)
- 2017 : Rick and Morty : Supernova (voix)
- 2017 : Dr. Ken : Erin
- 2017 : Regular Show : Blu-Ray / L'ordinateur (voix)
- 2017 : Bajillion Dollar Propertie$ : Jenny Tanner
- 2018 : Angie Tribeca : Beck Bunnker
- 2019 : Weird City : Mulia
- 2019 : Astronomy Club : Mary Poppins
- 2020 : The Twilight Zone : La quatrième dimension (The Twilight Zone) : Annie Mitchell
- 2020 : Star Trek: Lower Decks : Lieutenant Barbara Brinson (voix)
- 2021 : Aquaman: King of Atlantis (en) : Mera (voix)
- 2021 - présent : Invincible : Samantha Eve Wilkins / Atom Eve (voix)
- 2021 - 2023 : Ten Year Old Tom : Dakota / Sara (voix)
- 2022 - 2023 : Minx : Maggie
- 2022 - 2023 : Winning Time: The Rise of the Lakers Dynasty : Chris Riley
- 2023 :Transatlantique : Mary Jayne Gold
- 2023 :The Bear : Tiffany Jerimovich

#### Téléfilms
- 2007 : Up All Night : Marni

## Voix francophones
En France, Laëtitia Godès et Karine Foviau sont les voix les plus régulières de Gillian Jacobs. Marie Chevalot l'a également doublée à trois reprises.
En France
Au Québec
 Note : la liste indique les titres québécois
- Catherine Proulx-Lemay dans La Boîte[9]